# Ramón Casas Carbó

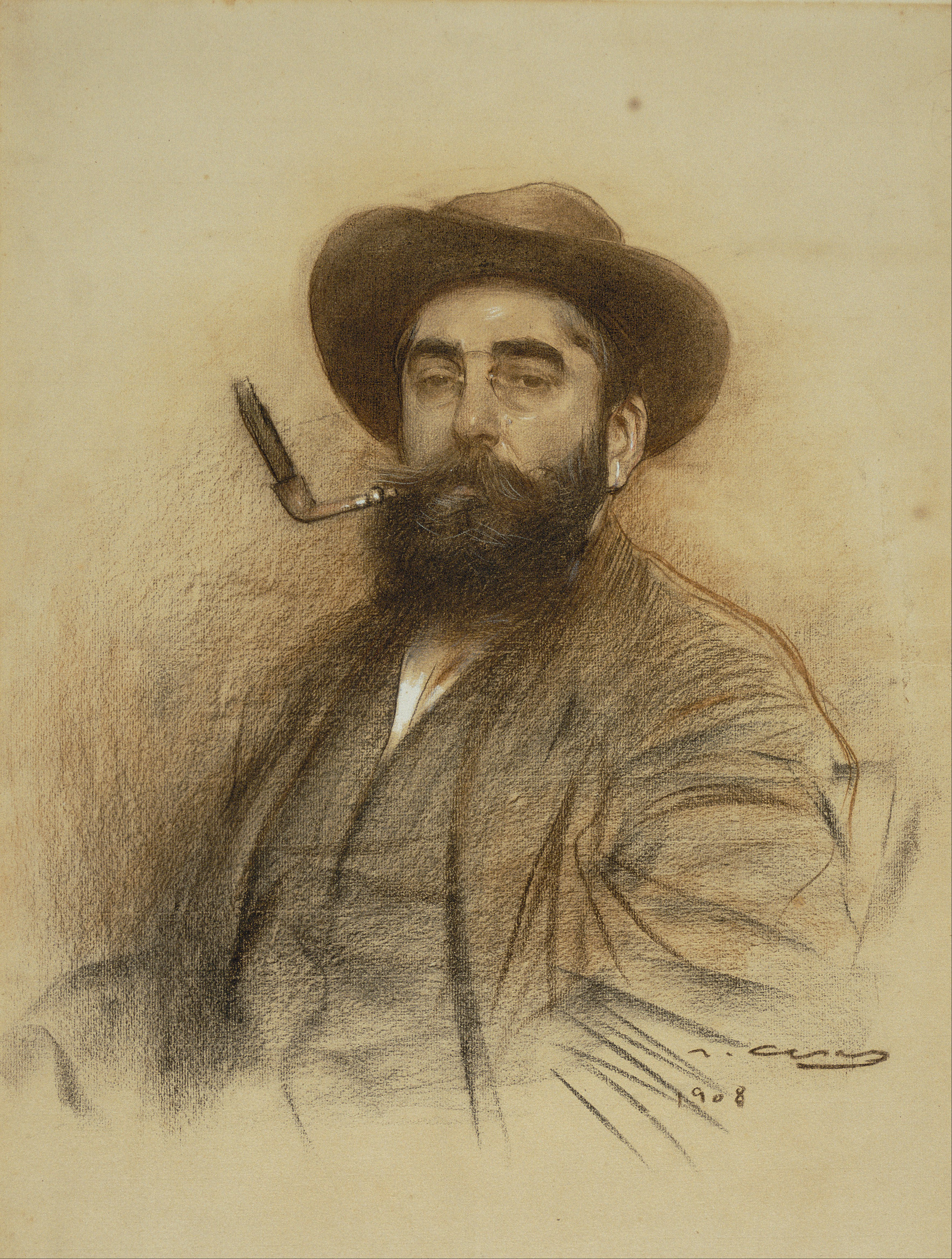
Selbstbildnis (1908)

Ramón Casas Carbó (* 4. Januar 1866 in Barcelona; † 29. Februar 1932 ebenda), auch bekannt als Ramon Casas, war ein Spanischer Maler und Grafiker und gilt als einer der bedeutendsten spanischen Künstler des 20. Jahrhunderts. Er wurde bekannt als Porträtist, fertigte zahlreiche Skizzen und malte die intellektuelle, ökonomische und politische Elite aus Barcelona, Paris und Madrid. Seine Plakate und Postkarten verhalfen dazu, die katalanische Kunstbewegung, die als Modernisme bekannt wurde, zu definieren.

## Biografie

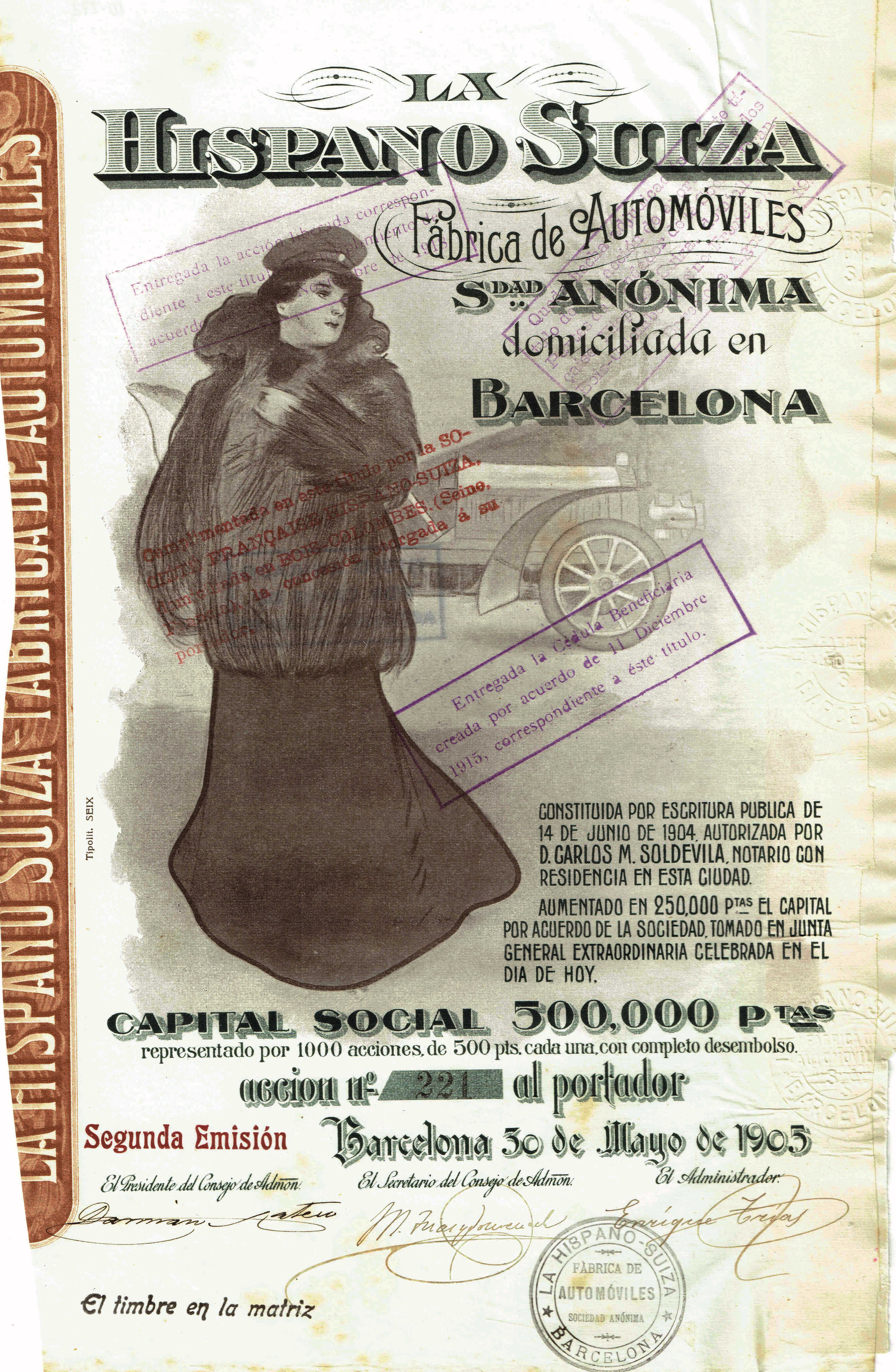
Ramón Casas: Aktie der Hispano-Suiza Fábrica de Automóviles SA mit Teresa Mariani, italienische Schauspielerin in Pelzjacke

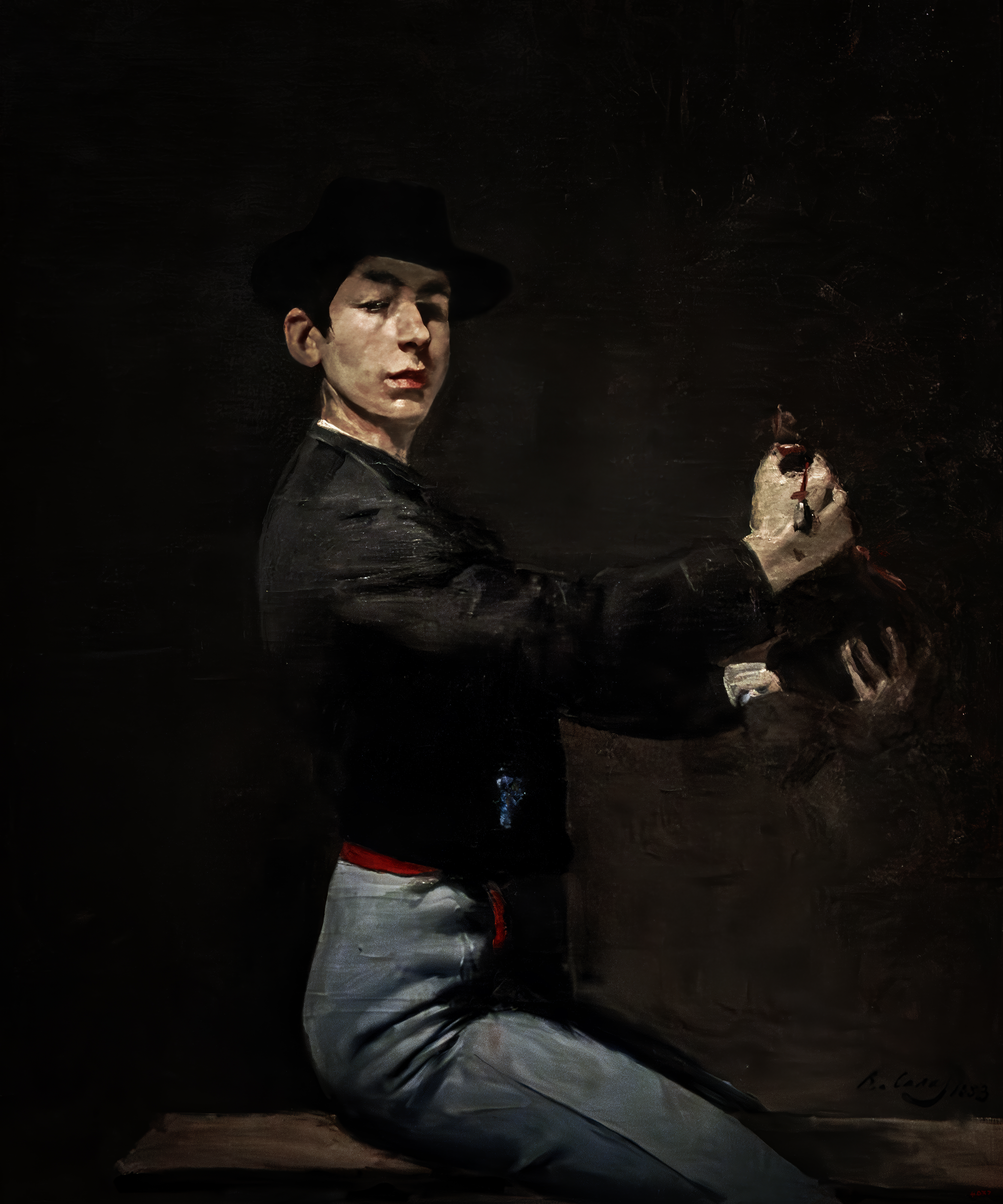
Selbstbildnis in andalusischer Tracht (1883)

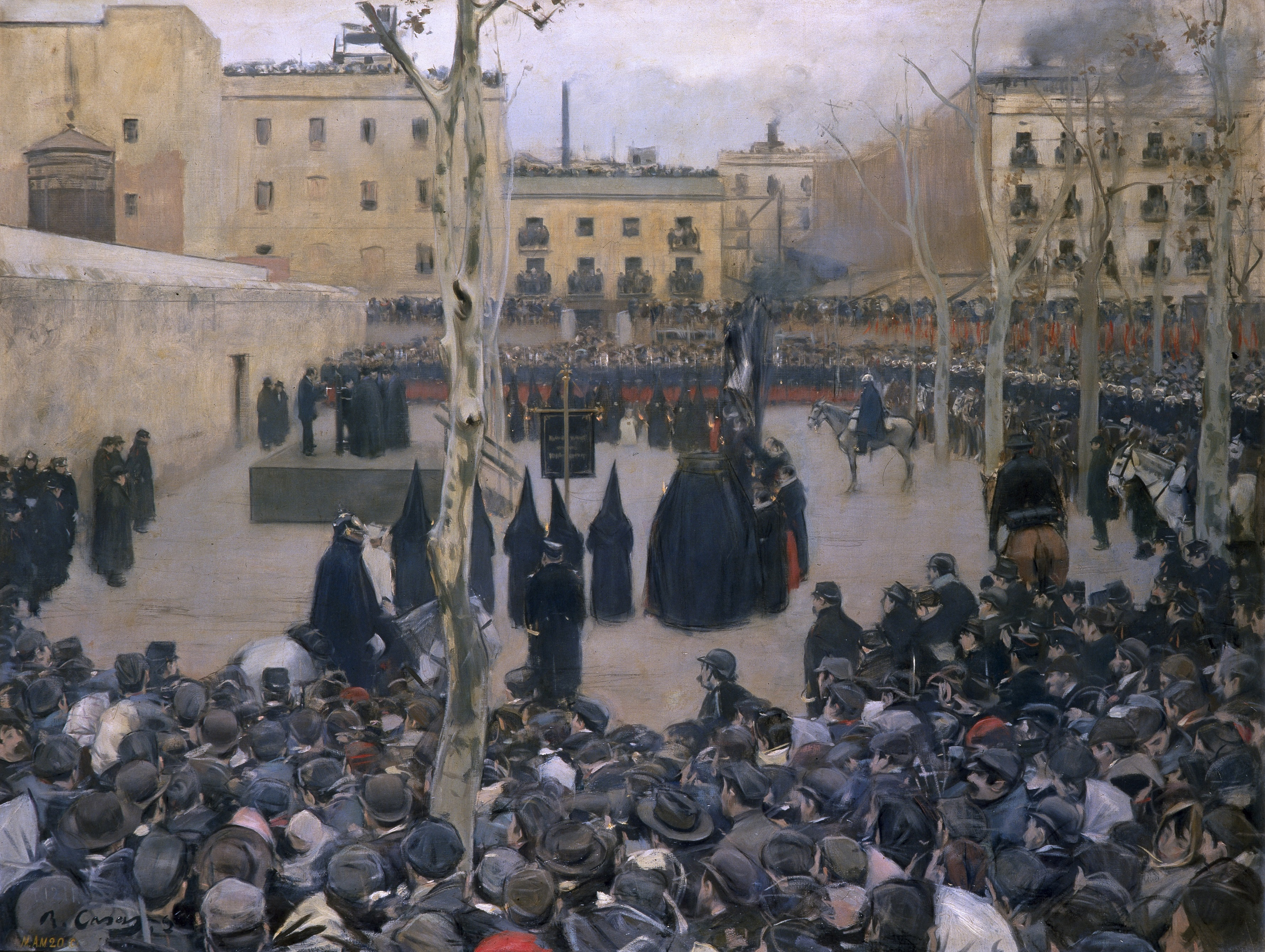
Garrote vil (Die Garrote, 1894)

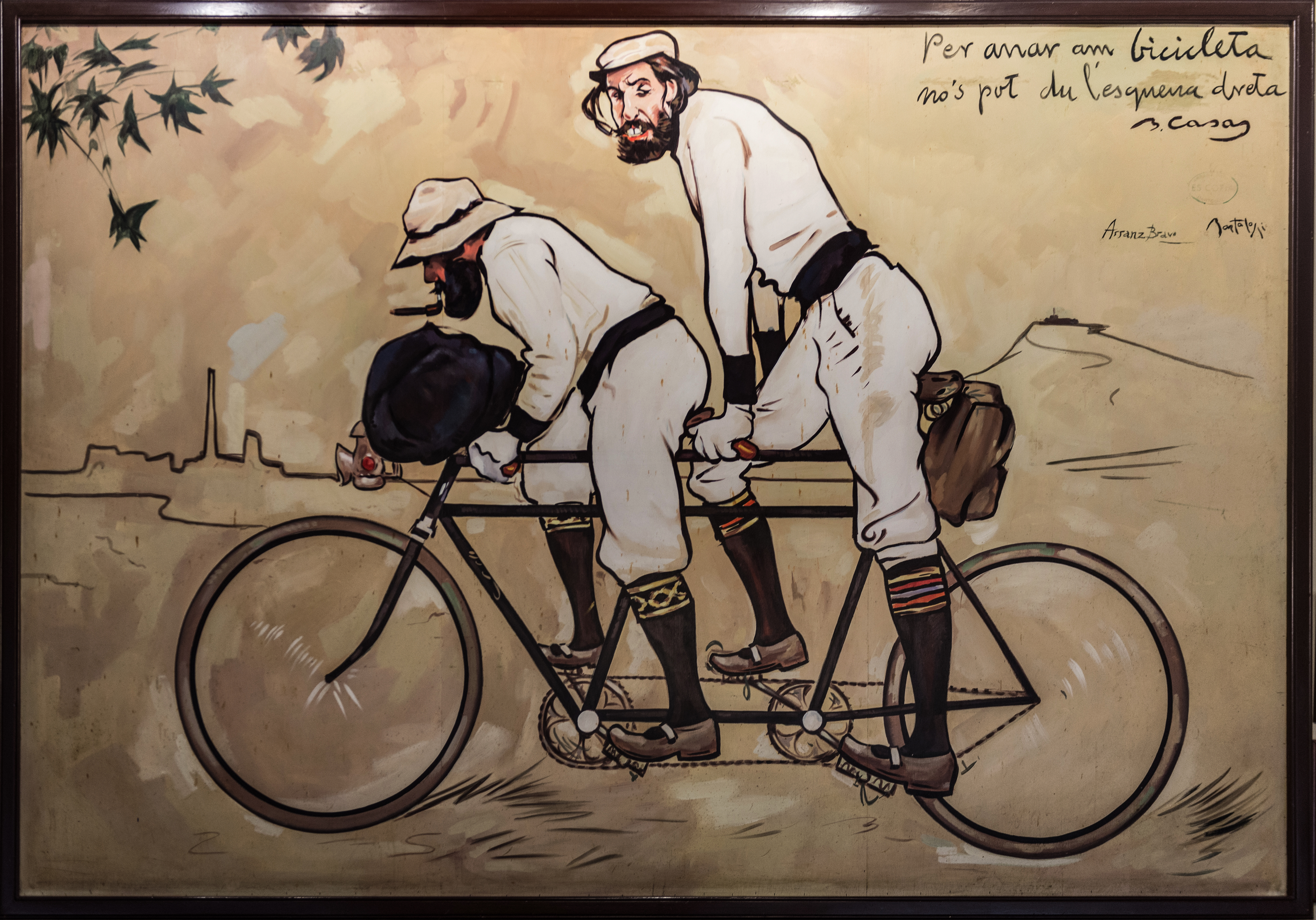
Ramon Casas i Pere Romeu en un tàndem (Ramón Casas und Pere Romeu auf einem Tandem, 1897). Das Gemälde hing ursprünglich im Quatre Gats

Ramón Casas wurde am 4. Januar 1866 geboren. Sein Vater hatte ein Vermögen auf Kuba gemacht. Seine Mutter stammte aus einer gut situierten katalanischen Familie. Im Jahr 1877 brach er die Schule ab, um bei Joan Vicens Kunst zu studieren. 1881 war er Mitbegründer der Zeitschrift L’Avenç – die Ausgabe vom 9. Oktober 1881 enthielt seinen Entwurf des Klosters Sant Benet in Bages. Im selben Monat war er, zusammen mit seinem Cousin Miquel Carbó Carbó, einem Medizinstudenten, das erste Mal in Paris, wo er erst an der Carolus Duran-Akademie und danach an der Gervex-Akademie studierte. Außerdem war er als Korrespondent in Paris für L’Avenç tätig. An der Carolus Duran-Akademie entstand sein berühmtes Selbstbildnis in andalusischer Tracht (Museu d’Art Modern de Barcelona). Nach seiner Rückkehr aus Paris unternahm er 1884 eine ausgedehnte Reise durch die Iberische Halbinsel. Er inspirierte sich künstlerisch besonders im Museum Prado in Madrid und in Granada.
Im Jahr 1890 ließ er sich zusammen mit Santiago Rusiñol und Miguel Utrillo an der Moulin de la Galette am Montmartre (Paris) nieder. Es war die Zeit des Symbolismus. Die Bilder Plein air (1891, Museu d’Art Modern de Barcelona) und Ball al Moulin de la Galette (1893, El Cau Ferrat de Sitges) sind Meisterwerke dieser Epoche. In dieser Zeit wurde er in seinem zeichnerischen Werk stark von Toulouse-Lautrec, von Théophile-Alexandre Steinlen und von Jean-Louis Forain beeinflusst. Ab 1889 stellte er jedes Jahr in der Sala Parés, einer noch heute existierenden Traditions-Galerie in Barcelona, mit Santiago Rusiñol und dem Bildhauer Enric Clarasó aus. Von den jüngeren Künstlern akzeptiert und geschätzt, wurde er von dem Barceloneser Publikum wegen der Trivialität seiner Motive (Dona pentinant-se, Die sich kämmende Frau; Noia en un pati, Frau im Innenhof) und seiner mangelnden Farbpalette wegen heftigst kritisiert.
Ab 1894 wendete er sich in seiner Kunst sozialen Themen und dem Volksleben zu: Werke wie Garrote vil, „die Garrote“ (Museo de Arte Moderno de Madrid), La Carga, „der Angriff / der Übergriff“ (Museu Comarcal de la Garrotxa, Olot), Ball de tarda, „Tanz am Nachmittag“ (1895, Cercle del Liceu de Barcelona) und Processó de Santa Maria del Mar, „Prozession in Santa Maria del Mar“ (1896, Museu d’Art Modern de Barcelona) sind repräsentativ für diese Epoche. 1896 zeichnete er eine Serie von Porträts weiblicher Figuren. Auf dem Höhepunkt seiner Form des Modernismus gelang ihm die Verbindung des Realismus des 17. Jahrhunderts mit dem weichen Impressionismus, also die Synthese von Pinselstrichen mit der Subtilität von leuchtend hervortretenden Tönen in grauer Atmosphäre. 1891 entdeckte er Sitges für sich und moderierte dort mit Santiago Rusiñol die modernistischen Feste im Künstlertreff und heutigen Museum Cau Ferrat.

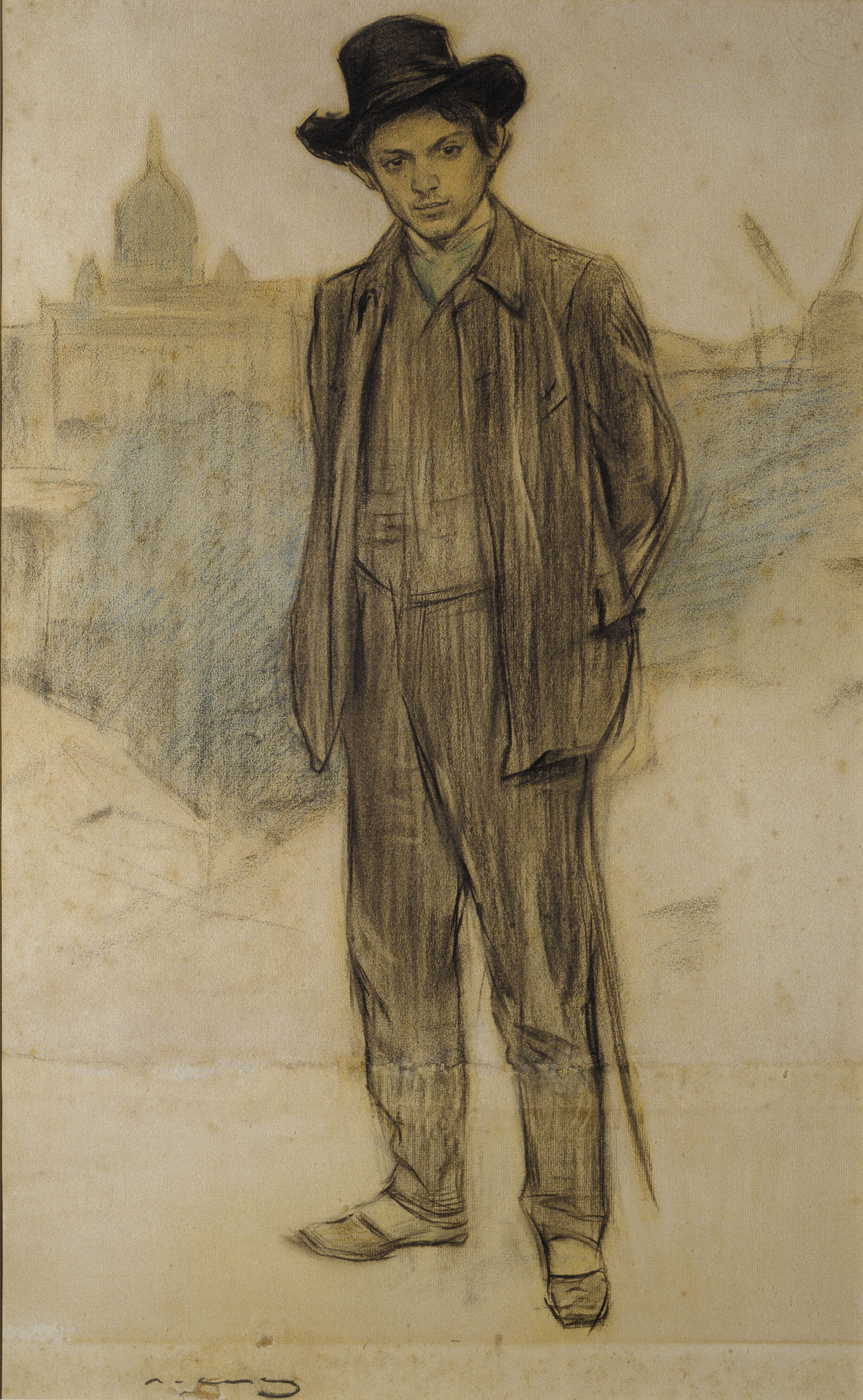
Pablo Picasso, 1900, Museu Nacional d’Art de Catalunya

1897 eröffneten die vier Künstler Casas, Rusiñol, Utrillo und Pere Romeu das Café Els Quatre Gats, das sich zu einem herausragenden Künstlertreff entwickelte. Pablo Picasso hatte dort seine erste Einzelausstellung. 1898 wurde die gleichnamige Zeitschrift gegründet. In dieser veröffentlichte Casas einen bedeutenden Anteil seines zeichnerischen Werkes. Ab 1889 illustrierte er auch Artikel in der spanischen Zeitung La Vanguardia. Darüber hinaus fertigte er eine große Anzahl Kohlezeichnungsporträts von Größen aus dem Bereich der Politik und der Kultur an. Einen wichtigen Teil seines Werkes machen auch die Werbegrafiken aus.
1902 schloss Casas eine acht Jahre zuvor begonnene Auftragsarbeit, die dekorative Innengestaltung der Salonräume des Gran Teatre del Liceu mittels 12 Kompositionen zu Motiven aus der Welt der Kunst, ab. 1904/1905 entstand in Madrid das berühmte Reiter-Porträt von König Alfons XIII. Ab 1892 stellte Casas regelmäßig im Salon de Champ de Mars in Paris aus. Hier lernte er den amerikanischen Multimilliardär Charles Deering kennen. Mit ihm und mit Utrillo unternahm er eine Katalonienrundreise. Durch Deerings Beispiel der Restaurierung eines Klaustrums in der Burg Tamarit inspiriert, restaurierte Casas das romanische Kloster Sant Benet de Bages, das er 1912 von seiner Mutter geerbt hatte.
Ramón Casas starb am 29. Februar 1932 in Barcelona.

## Werke in Museen
Viele seiner bekanntesten Werke findet man im Museu Nacional d’Art de Catalunya (MNAC) in Barcelona, so zum Beispiel das Tandem-Bild und seit 2010 das Gemälde Commençaments del segle XX, beide aus dem Café Els Quatre Gats.
Weitere Werke befinden sich im Museu de Montserrat, im Kloster Montserrat und im Museu del Cau Ferrat in Sitges. Weiters sind auch Gemälde in den Salonräumen des Gran Teatre del Liceu in Barcelona.